# Espacio Unitario - Congreso Popular
El Espacio Unitario - Congreso Popular (EUCP) fue una coalición de partidos de izquierda de tendencias marxistas de Paraguay. El EUCP fue creado en 2009.
Desde el 20 de enero de 2010, el EUCP formó una alianza con la Alianza Patriótica para el Cambio, organización de partidos socialista y socialdemócratas, cuyo nombre es Frente Guasú.

## Miembros
- Partido Popular Tekojoja
- Partido Comunista Paraguayo
- Partido Convergencia Popular Socialista
- Partido del Movimiento Patriótico y Popular
- Partido del Movimiento al Socialismo
- Frente Social y Popular
- Frente Patriótico Popular